# 奧沙瓦 (明尼蘇達州卡斯縣)
奧沙瓦（英語：Oshawa）是位於美國明尼蘇達州卡斯縣布爾穆斯鎮區及迪爾菲爾德鎮區的一個非建制地區。

## 地理
奧沙瓦所處的海拔為高於海平面452米（即1483英呎），而該地所採用的時區為UTC-6，即北美中部時區（CST）。同時該地設有夏令時間，為UTC-6調快一小時，即UTC-5（CDT）。